# Johann Ernst von Flörcke
Johann Ernst Flörcke, ab 1750 von Flörcke, (* 9. Juli 1695 in Jena; † 9. Juni 1762 in Nürnberg) war ein deutscher Jurist.

## Leben
Johann Ernst von Flörcke wurde als Sohn des Syndikus Heinrich Ernst Flörcke  (1660–1741) und dessen Frau Magaretha Barbara Struve (1672–1703), Tochter des Juristen Georg Adam Struve (1619–1692), am 9. Juli 1695 in Jena geboren. In Magdeburg besuchte er eine Domschule (heute: Domgymnasium Magdeburg) beim Rektor Christian Müller und studierte ab 1713 an der Universität Jena Jura. Im Jahr 1720 verlieh ihm ebendiese Universität den Doktor-Grad. 1726 wurde von Flörcke Rechtsanwalt, 1727 Universitätssyndikus, 1730 außerordentlicher und 1731 ordentlicher Professor der Rechte in Jena. Am 6. Dezember 1731 heiratete er Johanna Friederike Michaelsen (1711–1771), Tochter des Juristen und Kriegsrat Michael Dietrich Michaelsen (1680–1748) und dessen Frau Dorothea Sophia Michaelsen (1687–1718), Schwester des Barockkomponisten Georg Friedrich Händel. In Gotha wurde er im Jahr 1733 sowohl Regierungs- als auch Hofrat, 1743 zusätzlich Geheimer Rat. 1750 wurde er Vizepräsident des Oberkonsistoriums, wenig später wurde er nobilitiert. 1755 wurde Johann Ernst von Flörcke sowohl juristischer Professor als auch Direktor der Universität Halle. 1759 allerdings wurde er gemeinsam mit Johann Tobias Carrach von der Reichsarmee als Geisel nach Nürnberg, Prag und zurück nach Nürnberg verschleppt, wo er am 9. Juni 1762 verstarb.

## Famille
In der Ehe hatten Johann Ernst von Flörcke und Johann Friederike Michaelsen hatte acht Kinder:
- Ernestine Friederike Flörcke (1732–1818), heiratete Johann Christoph Westhoff
- Friedrich Christian Florentin Flörcke (1735–1749)
- Dorothea Luisa Flörcke (1737–1811), heiratete den hallischen Ratsmeister Friedrich August Reichhelm (1727–1782)
- Johanna Juliane Flörcke (1739–1743)
- Siegmund August Hartmann Flörcke (geb. 1742)
- Johann Karl Flörcke (1743–1744)
- Johanna Flörcke (1744–1784)
- Johanna Friederike Flörcke (1747–1809), heiratete Mamert Jean Collas du Bignon (1736–1810)

## Werke
- Praenotiones jurisprudentiae ecclesiasticae (1724).
- Observationes selectae ad Jo. Schilteri institutiones juris canonici (1726).